# Metamora
|  | Per a altres significats, vegeu «Metamora (Ohio)». |

Metamora és una vila dels Estats Units a l'estat d'Illinois. Segons el cens del 2000 tenia 2.700 habitants.

## Demografia
Segons el cens del 2000, Metamora tenia 2.700 habitants, 1.050 habitatges, i 743 famílies. La densitat de població era de 750 habitants/km².
Dels 1.050 habitatges en un 30,4% hi vivien nens de menys de 18 anys, en un 61,3% hi vivien parelles casades, en un 8% dones solteres, i en un 29,2% no eren unitats familiars. En el 27,4% dels habitatges hi vivien persones soles el 17,6% de les quals corresponia a persones de 65 anys o més que vivien soles. El nombre mitjà de persones vivint en cada habitatge era de 2,44 i el nombre mitjà de persones que vivien en cada família era de 2,97.
Per edats la població es repartia de la següent manera: un 23,8% tenia menys de 18 anys, un 5,6% entre 18 i 24, un 23,4% entre 25 i 44, un 22,2% de 45 a 60 i un 25% 65 anys o més.
L'edat mediana era de 43 anys. Per cada 100 dones de 18 o més anys hi havia 81,7 homes.
La renda mediana per habitatge era de 46.691 $ i la renda mediana per família de 56.384 $. Els homes tenien una renda mediana de 40.745 $ mentre que les dones 26.505 $. La renda per capita de la població era de 20.200 $. Aproximadament l'1,8% de les famílies i el 2,9% de la població estaven per davall del llindar de pobresa.

## Poblacions properes
El següent diagrama mostra les poblacions més properes.